# Llista de topònims de Bellaguarda
Llista de topònims (noms propis de lloc) del municipi de Bellaguarda, a les Garrigues
Informació actualitzada per un bot. Els canvis manuals es perdran quan s'actualitzi!

## cabana
| imatge | Nom                         | Ubicat a    | instància de | Detalls | coordenades                                                          | Protecció | Commons (més fotos) | Dades a WD                    |
| ------ | --------------------------- | ----------- | ------------ | ------- | -------------------------------------------------------------------- | --------- | ------------------- | ----------------------------- |
|        | corral del Ballester        | Bellaguarda | cabana       |         | 41° 21′ 40″ N, 0° 44′ 00″ E / 41.3611455199825°N,0.733215925609724°E |           |                     | Modifica les dades a Wikidata |
|        | era de l'Albanyil           | Bellaguarda | cabana       |         | 41° 19′ 58″ N, 0° 44′ 03″ E / 41.3327814643485°N,0.734044623710314°E |           |                     | Modifica les dades a Wikidata |
|        | era del Barba               | Bellaguarda | cabana       |         | 41° 19′ 59″ N, 0° 45′ 13″ E / 41.3329841319899°N,0.753563141208378°E |           |                     | Modifica les dades a Wikidata |
|        | era del Petitot             | Bellaguarda | cabana       |         | 41° 19′ 49″ N, 0° 44′ 04″ E / 41.3302420379888°N,0.734526979657924°E |           |                     | Modifica les dades a Wikidata |
|        | era del Tomaseta            | Bellaguarda | cabana       |         | 41° 19′ 59″ N, 0° 44′ 01″ E / 41.3331337279191°N,0.733638075076014°E |           |                     | Modifica les dades a Wikidata |
|        | pallissa d'Abella           | Bellaguarda | cabana       |         | 41° 20′ 10″ N, 0° 43′ 53″ E / 41.3359914517683°N,0.731483556428081°E |           |                     | Modifica les dades a Wikidata |
|        | pallissa de Maleneta        | Bellaguarda | cabana       |         | 41° 20′ 09″ N, 0° 44′ 36″ E / 41.3358893161475°N,0.743234013363292°E |           |                     | Modifica les dades a Wikidata |
|        | pallissa de Pijanet         | Bellaguarda | cabana       |         | 41° 20′ 06″ N, 0° 44′ 35″ E / 41.3349739186799°N,0.742942977429283°E |           |                     | Modifica les dades a Wikidata |
|        | pallissa de l'Estanc        | Bellaguarda | cabana       |         | 41° 20′ 13″ N, 0° 44′ 43″ E / 41.3368384316136°N,0.745244727686875°E |           |                     | Modifica les dades a Wikidata |
|        | pallissa de la Bessona      | Bellaguarda | cabana       |         | 41° 20′ 06″ N, 0° 44′ 47″ E / 41.3349333365218°N,0.746385948837454°E |           |                     | Modifica les dades a Wikidata |
|        | pallissa de la Tomassa      | Bellaguarda | cabana       |         | 41° 20′ 03″ N, 0° 44′ 41″ E / 41.3342439881509°N,0.744760651878107°E |           |                     | Modifica les dades a Wikidata |
|        | pallissa del Ballester      | Bellaguarda | cabana       |         | 41° 20′ 18″ N, 0° 43′ 49″ E / 41.3382005233797°N,0.730235719750162°E |           |                     | Modifica les dades a Wikidata |
|        | pallissa del Blanco         | Bellaguarda | cabana       |         | 41° 20′ 03″ N, 0° 45′ 23″ E / 41.334208534445°N,0.756305351907095°E  |           |                     | Modifica les dades a Wikidata |
|        | pallissa del Cajan          | Bellaguarda | cabana       |         | 41° 20′ 11″ N, 0° 44′ 27″ E / 41.3364530770015°N,0.740752809152113°E |           |                     | Modifica les dades a Wikidata |
|        | pallissa del Forner         | Bellaguarda | cabana       |         | 41° 20′ 05″ N, 0° 45′ 08″ E / 41.3347865634255°N,0.752234498209515°E |           |                     | Modifica les dades a Wikidata |
|        | pallissa del Serafí Cajan   | Bellaguarda | cabana       |         | 41° 20′ 16″ N, 0° 44′ 29″ E / 41.3378458947128°N,0.741505332767724°E |           |                     | Modifica les dades a Wikidata |
|        | pallissa del Silet          | Bellaguarda | cabana       |         | 41° 20′ 13″ N, 0° 44′ 31″ E / 41.3369426851951°N,0.7418353058557°E   |           |                     | Modifica les dades a Wikidata |
|        | pallissa del Tonet de Peret | Bellaguarda | cabana       |         | 41° 20′ 21″ N, 0° 43′ 43″ E / 41.3390590552957°N,0.728556709832881°E |           |                     | Modifica les dades a Wikidata |
|        | pallissa del Vendrell       | Bellaguarda | cabana       |         | 41° 20′ 21″ N, 0° 44′ 14″ E / 41.3391062667895°N,0.737350744721125°E |           |                     | Modifica les dades a Wikidata |
|        | pallissa del Vidal          | Bellaguarda | cabana       |         | 41° 20′ 17″ N, 0° 44′ 43″ E / 41.3380267608097°N,0.745215674656404°E |           |                     | Modifica les dades a Wikidata |

## cova
| imatge | Nom               | Ubicat a    | instància de | Detalls | coordenades                                                          | Protecció | Commons (més fotos) | Dades a WD                    |
| ------ | ----------------- | ----------- | ------------ | ------- | -------------------------------------------------------------------- | --------- | ------------------- | ----------------------------- |
|        | Coves Roges       | Bellaguarda | cova         |         | 41° 21′ 43″ N, 0° 44′ 04″ E / 41.3618516915639°N,0.734315160821411°E |           |                     | Modifica les dades a Wikidata |
|        | cova d'en Solà    | Bellaguarda | cova         |         | 41° 19′ 31″ N, 0° 44′ 14″ E / 41.3253168312353°N,0.737350151133967°E |           |                     | Modifica les dades a Wikidata |
|        | cova del Bony     | Bellaguarda | cova         |         | 41° 19′ 54″ N, 0° 43′ 01″ E / 41.3316683768113°N,0.716924052271449°E |           |                     | Modifica les dades a Wikidata |
|        | cova del Vendrell | Bellaguarda | cova         |         | 41° 19′ 40″ N, 0° 42′ 53″ E / 41.3277710956362°N,0.714789951920977°E |           |                     | Modifica les dades a Wikidata |

## font
| imatge | Nom               | Ubicat a    | instància de | Detalls | coordenades                                                          | Protecció | Commons (més fotos) | Dades a WD                    |
| ------ | ----------------- | ----------- | ------------ | ------- | -------------------------------------------------------------------- | --------- | ------------------- | ----------------------------- |
|        | font de la Pileta | Bellaguarda | font         |         | 41° 19′ 08″ N, 0° 44′ 58″ E / 41.3188549405406°N,0.7495446123714°E   |           |                     | Modifica les dades a Wikidata |
|        | font de la Terra  | Bellaguarda | font         |         | 41° 19′ 43″ N, 0° 42′ 50″ E / 41.3286696972045°N,0.713778741847318°E |           |                     | Modifica les dades a Wikidata |

## granja
| imatge | Nom              | Ubicat a    | instància de | Detalls | coordenades                                                          | Protecció | Commons (més fotos) | Dades a WD                    |
| ------ | ---------------- | ----------- | ------------ | ------- | -------------------------------------------------------------------- | --------- | ------------------- | ----------------------------- |
|        | Granja d'Abella  | Bellaguarda | granja       |         | 41° 20′ 10″ N, 0° 44′ 00″ E / 41.3360004656299°N,0.733311605387951°E |           |                     | Modifica les dades a Wikidata |
|        | Granja la Corona | Bellaguarda | granja       |         | 41° 20′ 17″ N, 0° 44′ 25″ E / 41.3379389822231°N,0.740283170374237°E |           |                     | Modifica les dades a Wikidata |

## masia
| imatge | Nom                          | Ubicat a    | instància de | Detalls                                  | coordenades                                                                                        | Protecció                                  | Commons (més fotos) | Dades a WD                    |
| ------ | ---------------------------- | ----------- | ------------ | ---------------------------------------- | -------------------------------------------------------------------------------------------------- | ------------------------------------------ | ------------------- | ----------------------------- |
|        | Mas de Ca la Bassa           | Bellaguarda | masia        |                                          | 41° 20′ 46″ N, 0° 44′ 57″ E / 41.3462395501785°N,0.749282741546101°E                               |                                            |                     | Modifica les dades a Wikidata |
|        | Mas de Cal Barber            | Bellaguarda | masia        |                                          | 41° 20′ 06″ N, 0° 42′ 54″ E / 41.3349251151593°N,0.714922201479266°E                               |                                            |                     | Modifica les dades a Wikidata |
|        | Mas de Franc                 | Bellaguarda | masia        |                                          | 41° 19′ 54″ N, 0° 43′ 09″ E / 41.3318003090061°N,0.719034468549616°E                               |                                            |                     | Modifica les dades a Wikidata |
|        | Mas de l'Agustí              | Bellaguarda | masia        |                                          | 41° 20′ 21″ N, 0° 45′ 02″ E / 41.3390426805838°N,0.750642065943837°E                               |                                            |                     | Modifica les dades a Wikidata |
|        | Mas de l'Esquerrer           | Bellaguarda | masia        |                                          | 41° 20′ 42″ N, 0° 44′ 36″ E / 41.3450081029153°N,0.743432959340314°E                               |                                            |                     | Modifica les dades a Wikidata |
|        | Mas de la Bassa Bona         | Bellaguarda | masia        |                                          | 41° 19′ 49″ N, 0° 44′ 32″ E / 41.3302942099397°N,0.742220352661469°E                               |                                            |                     | Modifica les dades a Wikidata |
|        | Mas de la Bessona            | Bellaguarda | masia        |                                          | 41° 20′ 29″ N, 0° 43′ 10″ E / 41.3413368705771°N,0.719406679005401°E                               |                                            |                     | Modifica les dades a Wikidata |
|        | Mas de la Clota de les Moles | Bellaguarda | masia        |                                          | 41° 19′ 39″ N, 0° 45′ 05″ E / 41.3274830035205°N,0.751362491817516°E                               |                                            |                     | Modifica les dades a Wikidata |
|        | Mas de la Sucarrada          | Bellaguarda | masia        | Estil: arquitectura popular 19th century | 41° 19′ 52″ N, 0° 44′ 52″ E / 41.33115°N,0.74782°E ca:Partida Socarrada, a 2 km del poble 652 msnm | bé integrant del patrimoni cultural català | Mas de la Socarrada | Modifica les dades a Wikidata |
|        | Mas de la Tomasa             | Bellaguarda | masia        |                                          | 41° 21′ 35″ N, 0° 43′ 34″ E / 41.359846257005°N,0.72621476916008°E                                 |                                            |                     | Modifica les dades a Wikidata |
|        | Mas del Ballester            | Bellaguarda | masia        |                                          | 41° 21′ 47″ N, 0° 44′ 07″ E / 41.3630798891097°N,0.735396312267604°E                               |                                            |                     | Modifica les dades a Wikidata |
|        | Mas del Barba                | Bellaguarda | masia        |                                          | 41° 19′ 58″ N, 0° 45′ 13″ E / 41.3327754817341°N,0.753486666334492°E                               |                                            |                     | Modifica les dades a Wikidata |
|        | Mas del Dominguet            | Bellaguarda | masia        |                                          | 41° 20′ 27″ N, 0° 44′ 50″ E / 41.3409017657878°N,0.747148130699906°E                               |                                            |                     | Modifica les dades a Wikidata |
|        | Mas del Lao                  | Bellaguarda | masia        |                                          | 41° 20′ 28″ N, 0° 45′ 29″ E / 41.3412391725449°N,0.757964155569125°E                               |                                            |                     | Modifica les dades a Wikidata |
|        | Mas del Lluís de Dominguet   | Bellaguarda | masia        |                                          | 41° 21′ 27″ N, 0° 44′ 13″ E / 41.3574834148373°N,0.737060754434544°E                               |                                            |                     | Modifica les dades a Wikidata |
|        | Mas del Manet                | Bellaguarda | masia        |                                          | 41° 20′ 40″ N, 0° 44′ 24″ E / 41.3444014728896°N,0.740059651356412°E                               |                                            |                     | Modifica les dades a Wikidata |
|        | Mas del Quico                | Bellaguarda | masia        |                                          | 41° 19′ 03″ N, 0° 42′ 27″ E / 41.3173677035143°N,0.707519647092129°E                               |                                            |                     | Modifica les dades a Wikidata |
|        | Mas del Rafel                | Bellaguarda | masia        |                                          | 41° 19′ 56″ N, 0° 44′ 28″ E / 41.3322873952378°N,0.740980457703015°E 644 msnm                      |                                            |                     | Modifica les dades a Wikidata |
|        | Mas del Sabater              | Bellaguarda | masia        |                                          | 41° 20′ 44″ N, 0° 44′ 48″ E / 41.3454297080395°N,0.746561724236192°E                               |                                            |                     | Modifica les dades a Wikidata |
|        | Mas del Santpere             | Bellaguarda | masia        |                                          | 41° 20′ 49″ N, 0° 43′ 13″ E / 41.3469856521672°N,0.720392732887968°E                               |                                            |                     | Modifica les dades a Wikidata |
|        | Mas del Silo                 | Bellaguarda | masia        |                                          | 41° 21′ 44″ N, 0° 44′ 15″ E / 41.3622496156042°N,0.737600901650024°E                               |                                            |                     | Modifica les dades a Wikidata |
|        | Mas del Suriaco              | Bellaguarda | masia        |                                          | 41° 19′ 40″ N, 0° 44′ 33″ E / 41.3277516938459°N,0.742547143364709°E                               |                                            |                     | Modifica les dades a Wikidata |
|        | Mas del Venàncio             | Bellaguarda | masia        |                                          | 41° 20′ 44″ N, 0° 44′ 23″ E / 41.3456632934815°N,0.739645492558622°E                               |                                            |                     | Modifica les dades a Wikidata |
|        | Mas del Xavier               | Bellaguarda | masia        |                                          | 41° 22′ 04″ N, 0° 44′ 06″ E / 41.3678367444998°N,0.735004128432659°E                               |                                            |                     | Modifica les dades a Wikidata |
|        | Maset de la Tomassa          | Bellaguarda | masia        |                                          | 41° 20′ 31″ N, 0° 44′ 35″ E / 41.3419373214516°N,0.743001218610771°E                               |                                            |                     | Modifica les dades a Wikidata |
|        | Maset del Goya               | Bellaguarda | masia        |                                          | 41° 21′ 35″ N, 0° 43′ 50″ E / 41.3596626012593°N,0.730637437249349°E                               |                                            |                     | Modifica les dades a Wikidata |
|        | Maset del Vidal              | Bellaguarda | masia        |                                          | 41° 20′ 28″ N, 0° 45′ 00″ E / 41.3410580397339°N,0.750070742478286°E                               |                                            |                     | Modifica les dades a Wikidata |

## muntanya
| imatge | Nom                  | Ubicat a    | instància de | Detalls | coordenades                                                         | Protecció | Commons (més fotos) | Dades a WD                    |
| ------ | -------------------- | ----------- | ------------ | ------- | ------------------------------------------------------------------- | --------- | ------------------- | ----------------------------- |
|        | Punta Redona         | Bellaguarda | muntanya     |         | 41° 20′ 30″ N, 0° 44′ 45″ E / 41.34177778°N,0.74588889°E 650.5 msnm |           |                     | Modifica les dades a Wikidata |
|        | Punta de les Cambres | Bellaguarda | muntanya     |         | 41° 19′ 40″ N, 0° 44′ 15″ E / 41.32777222°N,0.73742222°E 666.3 msnm |           |                     | Modifica les dades a Wikidata |
|        | Punta del Clot       | Bellaguarda | muntanya     |         | 41° 20′ 12″ N, 0° 44′ 55″ E / 41.33677778°N,0.74872222°E 675.1 msnm |           |                     | Modifica les dades a Wikidata |
|        | Punta dels Corbs     | Bellaguarda | muntanya     |         | 41° 19′ 55″ N, 0° 42′ 44″ E / 41.33180556°N,0.71231944°E 590.4 msnm |           |                     | Modifica les dades a Wikidata |
|        | Tossal de Morull     | Bellaguarda | muntanya     |         | 41° 19′ 31″ N, 0° 43′ 25″ E / 41.32538056°N,0.72356111°E 652.8 msnm |           |                     | Modifica les dades a Wikidata |

## serra
| imatge | Nom                     | Ubicat a                                    | instància de | Detalls | coordenades                                                   | Protecció | Commons (més fotos) | Dades a WD                    |
| ------ | ----------------------- | ------------------------------------------- | ------------ | ------- | ------------------------------------------------------------- | --------- | ------------------- | ----------------------------- |
|        | Serrall de les Rotes    | Bellaguarda la Granadella                   | serra        |         | 41° 21′ 03″ N, 0° 43′ 36″ E / 41.3507°N,0.726722°E 555.2 msnm |           |                     | Modifica les dades a Wikidata |
|        | serrall de les Aubagues | Bellaguarda la Granadella Juncosa els Torms | serra        |         | 41° 22′ 11″ N, 0° 44′ 04″ E / 41.3696°N,0.734528°E 595.4 msnm |           |                     | Modifica les dades a Wikidata |

## Misc
| imatge | Nom                              | Ubicat a                              | instància de                                   | Detalls                                      | coordenades                                                                                               | Protecció                                  | Commons (més fotos) | Dades a WD                    |
| ------ | -------------------------------- | ------------------------------------- | ---------------------------------------------- | -------------------------------------------- | --- | ------------------------------------------ | ------------------- | ----------------------------- |
|        | Bellaguarda                      | Bellaguarda                           | entitat singular de població capital municipal | 295 hab                                      | 41° 20′ 15″ N, 0° 44′ 08″ E / 41.33745826°N,0.73567044°E 637 msnm                                         |                                            |                     | Modifica les dades a Wikidata |
|        | Cueva                            | Bellaguarda                           | vèrtex geodèsic                                | Alt: 1.2m                                    | 41° 19′ 40″ N, 0° 44′ 15″ E / 41.327787°N,0.737402°E 666.856 msnm                                         |                                            |                     | Modifica les dades a Wikidata |
|        | Forn de la Vila                  | Bellaguarda                           | forn de pa                                     | Estil: arquitectura popular                  | 41° 20′ 12″ N, 0° 44′ 12″ E / 41.33676°N,0.73675°E                                                        | bé integrant del patrimoni cultural català |                     | Modifica les dades a Wikidata |
|        | Fortificació de Cal Vidal        | Bellaguarda                           | torre de sentinella                            |                                              | 41° 20′ 12″ N, 0° 44′ 13″ E / 41.33679°N,0.73692°E                                                        | bé integrant del patrimoni cultural català |                     | Modifica les dades a Wikidata |
|        | Pou de la Vila                   | Bellaguarda                           | pou                                            | Estil: arquitectura popular                  | 41° 20′ 04″ N, 0° 44′ 17″ E / 41.33454°N,0.73818°E ca:Camí del Pou                                        | bé cultural d'interès local                |                     | Modifica les dades a Wikidata |
|        | Sant Antoni Abat de Bellaguarda  | Bellaguarda                           | església                                       |                                              | 41° 20′ 16″ N, 0° 44′ 08″ E / 41.33765°N,0.73566°E                                                        | bé cultural d'interès local                |                     | Modifica les dades a Wikidata |
|        | Sindicat Agrícola                | Bellaguarda                           | edifici                                        | Estil: arquitectura popular                  | 41° 20′ 13″ N, 0° 44′ 05″ E / 41.33688°N,0.73478°E ca:Les Eres, 27                                        | bé integrant del patrimoni cultural català |                     | Modifica les dades a Wikidata |
|        | casa consistorial de Bellaguarda | Bellaguarda                           | casa consistorial                              |                                              | 41° 20′ 12″ N, 0° 44′ 19″ E / 41.3367525°N,0.7385257°E                                                    |                                            |                     | Modifica les dades a Wikidata |
|        | cementiri de Bellaguarda         | Bellaguarda                           | cementiri                                      | Estil: noucentisme                           | 41° 20′ 08″ N, 0° 44′ 49″ E / 41.33555°N,0.74702°E                                                        | bé integrant del patrimoni cultural català |                     | Modifica les dades a Wikidata |
|        | creu de terme                    | Bellaguarda                           | creu de terme                                  | Estil: arquitectura popular                  | 41° 20′ 15″ N, 0° 44′ 10″ E / 41.33758°N,0.736°E                                                          | bé integrant del patrimoni cultural català |                     | Modifica les dades a Wikidata |
|        | l'Espona Llarga                  | Bellaguarda                           | indret                                         |                                              | 41° 19′ 33″ N, 0° 44′ 44″ E / 41.3256957598896°N,0.745641035607763°E                                      |                                            |                     | Modifica les dades a Wikidata |
|        | riu de la Cana                   | Bellaguarda la Granadella Bovera Flix | curs d'aigua                                   | Desemboca: Ebre Llarg: 20.5km Conca: 81.1km² | 41° 19′ 24″ N, 0° 44′ 41″ E / 41.323411°N,0.744755°E 41° 14′ 45″ N, 0° 33′ 29″ E / 41.245857°N,0.558094°E |                                            | Cana River          | Modifica les dades a Wikidata |